# Ayşe Afet İnan
Ayşe Afet İnan (Dojran, 30 ottobre 1908 – Ankara, 8 giugno 1985) è stata un'antropologa e storica turca, figlia adottiva di Mustafa Kemal Atatürk.
Nelle sue attività di ricerca nel campo dell'antropologia fisica misurò oltre sessantamila crani in Anatolia, con lo scopo di supportare la Türk Tarih Tezi.
Afet İnan nacque nel distretto di Kesendire, nell'attuale Kassandra (Grecia), ma la sua famiglia emigrò ad Adapazarı a causa delle guerre balcaniche, e in seguito ad Ankara, Mihalıççık, Karaoğlan e Biga. Sua madre Şehzane morì di tubercolosi nel 1915 e Ayşe Afet decise di diventare un'insegnante, ottenendo l'abilitazione all'insegnamento nel 1922. Si diplomò al collegio degli insegnanti per le ragazze di Bursa nel 1925 e iniziò a lavorare come insegnante di scuola elementare a Smirne, dove incontrò Mustafa Kemal Atatürk.
Nel 1925 Atatürk inviò Afet a Losanna, in Svizzera, per imparare il francese. Dopo essere tornata in Turchia nel 1927, frequentò il liceo francese di Istanbul e divenne insegnante di storia nella scuola secondaria. Nel 1935 Afet İnan tornò in Svizzera e tra il 1936 e il 1938 fu allieva di Eugène Pittard all'Università di Ginevra. Nel 1939, dopo la laurea, conseguì un dottorato in sociologia. Nel 1950 divenne professoressa all'Università di Ankara. È stata cofondatrice e membro di spicco della società storica turca (Türk Tarih Kurumu).

## Türk Tarih Tezi
La Türk Tarih Tezi (tesi di storia turca) è stata una tesi nazionalista e pseudostorica che postulava la convinzione che i turchi si fossero trasferiti dalla loro patria ancestrale nell'Asia centrale e fossero emigrati in Cina, in India, nei Balcani, in Medio Oriente e in Nord Africa in diverse ondate, popolando le aree in cui si erano trasferiti e portando la civiltà ai loro abitanti nativi. La teoria è stata sviluppata nel contesto del razzismo scientifico pre-nazista e classificava i turchi come di razza alpina. L'intento della teoria era un rifiuto delle affermazioni secondo cui i turchi appartenevano alla razza "gialla o mongola". Mustafa Kemal Atatürk si interessò personalmente all'argomento dopo che gli fu mostrato un libro in lingua francese che affermava che i turchi "appartenevano alla razza gialla" ed erano un popolo "secondario".